# Saitissus squamosus
Saitissus squamosus là một loài nhện trong họ Salticidae.
Loài này thuộc chi Saitissus. Saitissus squamosus được Carl Friedrich Roewer miêu tả năm 1938.